# Gammertingen

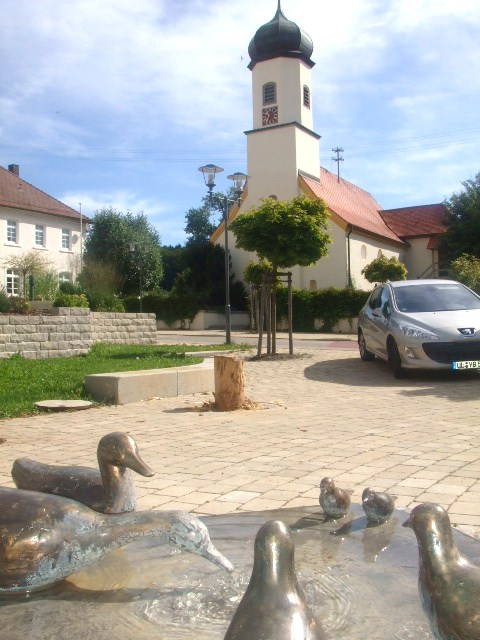
Johannes Döparen-kyrka i stadsdelen Harthausen.

Gammertingen är en stad i distriktet (landkreis) Sigmaringen i delstaten Baden-Württemberg i Tyskland. Folkmängden uppgår till cirka 6 300 invånare, på en yta av 53 kvadratkilometer. Kommunen består av ortsdelarna (tyska Ortsteile) Gammertingen, Bronnen, Feldhausen, Harthausen, Kettenacker och Mariaberg.
Staden ingår i kommunalförbundet Gammertingen tillsammans med städerna Hettingen och Veringenstadt och kommunen Neufra.